# 能率集團 (台灣)
能率集團（Abico Group）是一個台灣企業集團，1960年代以代理日本影印機、多功能事務機的佳能企業起家，當時與台灣全錄、震旦行並列為台灣三大事務機公司。其中佳能企業股票於1995年於台灣證券交易所上市，成為集團第一家上市公司。
其後因日本佳能總公司收回台灣代理權，並配合相關產業變化，能率集團開始從代理轉型到製造，讓代理業的佳能合併了製造數位相機的銓訊科技，並引進日本科技大廠卡西歐的技術，讓研發功力大增，大幅改善公司體質。
目前能率集團主要的上市或上櫃企業包含能率創新(原應華精密)、佳能企業、能率網通、及日本第一家來台灣掛牌上市之IKKA-KY，投資觸角多元化延伸，包括土地開發（曾與頂新集團合資頂率開發共同開發味全三重廠土地、自行開發之新莊土地案）、通路事業（B2B通路之宏羚及佳能國際）、著眼日本技術市場，運用大中華資源之創業投資事業（能率壹創投、能率亞洲資本及能率亞洲資本貳卓越轉型成長基金）等多元化平台。
其中頂率開發原由味全持股51%、能率持股30%及頂禾持股19%，因涉及土地開發事件。，能率集團將其持有30%股權出售給頂禾公司。2018年7月2日味全董事會通過出售持有頂率開發51%股權，以及味全三重3筆閒置土地處分案，出售對象為國巨投資公司。。
近年來集團投資版圖也跨足航空業，著眼於其帶來之周邊的龐大商機，因此集團也參與投資星宇航空。
隨著科技發展日新月異，AI世代來臨，各產業發生重大改變，為保持集團競爭力，貼近市場發展趨勢，能率集團借重旗下創業投資事業之資源，提前布局並發掘市場上具潛力之新創企業，以與集團既有企業合作，以保持不斷成長之優勢。且於2024年10月因應創業投資事業之重要性日益增加，本著吸引優秀人才、協助更多優秀新創公司之想法，推動能率亞洲資本(OTC 7777)前進資本市場，登錄興櫃市場，以擴大營運規模。

## 歷史
1965年，佳能企業公司設立，取得日本佳能事務機代理權。1975年，能率創新公司設立。1995年，佳能企業公司上市。2003年，併購詮訓科技，轉型為數位相機代工業務，為全球最大數位相機組裝廠之一。2004年，能率創新入主怡安科技，世界最大數位相機機殼供應商之一。
2009年5月，能率投資併購豐聲科技，協助轉型為OA零件供應；2012年7月更名為能率豐聲。
2011年10月，為發展聚焦在台日合作投資案的促成與資源引進整合，成立能率壹創業投資公司，作為集團資源整合之投資平台。
2012年6月，由能率創新併購毅金工業，並將毅金工業改名為捷邦國際，並以從事粉末冶金零組件及馬達傳動器齒輪箱製造等業務，現為全球傳動器最大供應商之一。
2013年1月，能率集團宣布旗下能率壹創投等投資單位與台灣三洋電機經營層所屬的投資團隊，將以公開收購的交易方式收購台灣三洋約47%股權，總收購金額約新台幣35.25億元，將擴大該集團的台日市場布局。
2014年7月及2015年3月，能率集團透過能率創新及捷邦國際機殼收購日本第一化成100%股權，其主力產品為高階塑膠射出組裝件，並銷售日本品牌車廠為主要銷售對象。
2017年11月，能率豐聲收購宏羚及佳能國際，由製造業逐步轉型為通路業，並改名為能率網通。
2019年1月，能率創新宣布與捷邦國際換股合併，朝向日系電動車零組件供應商發展。
2021年5月，能率集團旗下子公司IKKA-KY(第一化成)於台灣股票市場掛牌交易(TWSE 2250)，成為第一家來台上市之日本企業。IKKA-KY以生產汽車及電動車零組件為主要營業項目，主要應用在汽車用電裝系統、電子駐車制動系統(EPB)等，搭配汽車電動化時代之來臨，自駕功能之升級，加上日本汽車產業加速進軍電動車，IKKA-KY之產品運用將日益廣泛。
2024年10月，集團於2020年率先投資剛起步之星宇航空(TWSE 2646)，經歷二年疫情的沉潛時期，星宇航空於2022年9月登錄興櫃，且於2024年10月上市掛牌交易。
2024年10月，集團因應AI時代來臨，為保持競爭力，貼近市場快速變化，推動能率亞洲資本(OTC 7777)登錄興櫃，成為第二家登錄興櫃之永續型創投公司。

## 關係事業
- 佳能企業
- 能率創新
- 台芝國際
- 宏羚
- 佳能國際
- 捷邦國際
- 日本第一化成(IKKA-KY)
- 能率網通
- 精能光學
- 日本Sol-plus
- 能率壹創投
- 能率亞洲資本
- 能率亞洲資本貳卓越轉型成長基金

## 爭議事件

### 與頂新集團共同投資開發味全三重土地案
能率集團與頂新集團旗下的味全、頂禾開發合資成立的頂率開發公司為味全三重土地開發案的主導公司。由於該案因土地變更事件引起社會關注，再加上頂新集團先前涉及食用油等食品安全事件，社會觀感普遍不佳。2013年12月1日，味全董事會通過公開標售三重廠土地及頂率開發(股)公司100%股權。能率集團隨後發表聲明同意將所持有的頂率公司股份一併參與標售，並對此一投資開發案遭頂新集團波及表示遺憾，且將就此案所造成之虧損，保留向頂新集團追訴的權利。2018年7月2日味全董事會通過出售持有頂率開發51%股權，以及味全三重3筆閒置土地處分案，出售對象為國巨投資公司。。 